# Extermination

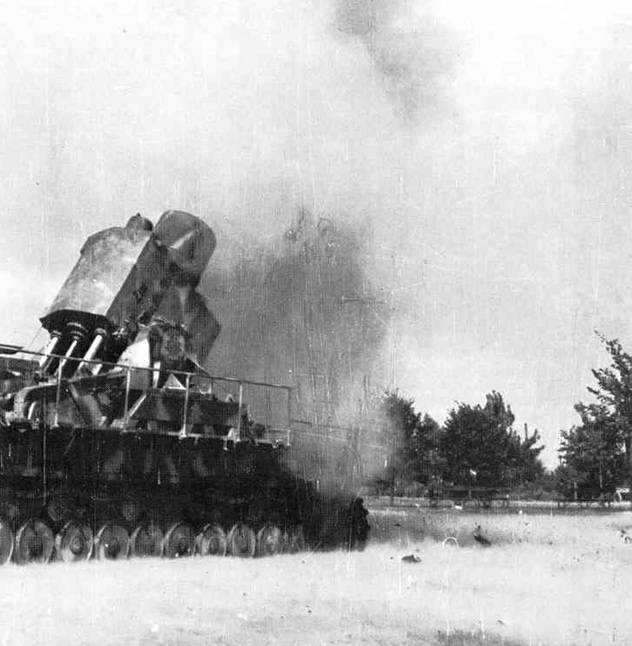
Lors de l'insurrection de Varsovie (août-octobre 1944), les dirigeants du régime nazi employèrent les armes de bombardement les plus lourdes de leur arsenal pour faire tomber la ville jusqu'au dernier de ses pans de murs. Ici un obusier Thor tirant des obus de 600 mm.

 (juin 2018).
Si vous disposez d'ouvrages ou d'articles de référence ou si vous connaissez des sites web de qualité traitant du thème abordé ici, merci de compléter l'article en donnant les références utiles à sa vérifiabilité et en les liant à la section « Notes et références ».
L'extermination est un processus destiné à détruire physiquement tous les membres d'une population vivante, végétale, animale ou humaine. 

## Population végétale ou animale
L'extermination peut être causée par des causes naturelles, un parasite, un prédateur, un concurrent ou une dégénérescence.
Elle peut avoir une cause volontaire humaine et porter sur une population animale considérée comme parasite, nuisible (par exemple, des fourmilières), atteinte de maladies contagieuses lors d'une épizootie, ou simplement indésirable pour protéger l'équilibre d'un biotope.

## Population humaine
Une population humaine peut être exterminée soit par des causes naturelles, climatiques ou épidémiques, soit par des causes politiques telles que la démographie, des pathologies sociales comme l'alcoolisme, la guerre civile ou étrangère. 
Cette extermination peut être le fait d'un programme extérieur volontaire visant soit un peuple entier ou une simple tribu, soit des groupes sociaux considérés comme ennemis ou indésirables (par exemple, les personnes habitant tel quartier défavorisé) ou des personnes d'une certaine orientation sexuelle (par exemple, des homosexuels). 
L'extermination d'une population étant considérée comme criminelle, ses causes sont qualifiées suivant les cas de racisme, de fanatisme, xénophobie, opportunisme politique ou appât du gain.
Les moyens utilisés sont divers: empoisonnement, irradiation, fusillade, bombardement, inondation ou incendie.
En droit international, l'extermination de populations s'appelle un génocide et est poursuivie comme crime contre l'humanité.